# Mister México
Mister México  es un título de belleza masculina de México, es un certamen nacional que se celebra anualmente. Se dice que el portador del título es «el hombre más bello del país». Cada concursante representa su estado de origen o residencia y el ganador del título lo lleva por un periodo de alrededor de un año. El Mister actual de Mister World México es Alan Salazar del estado de Ciudad de México y representó a México en Mister World. Así mismo su homólogo Mister Supranacional México es Mauricio Calvo del estado de Tabasco y representó  a México en Mister Supranacional.
La organización nacional Miss México Organization (Organización Miss México, MMO por sus siglas en inglés), dirigida por Adán Sotelo ha logrado a la fecha tres títulos internacionales: 
- Diego Garcy - Mister Supranacional 2016
- Brian Faugier - Mister Mundo Americas 2019
- Luis Cuadra - Mister Supranacional Americas 2023

## Concurso

### Sistema de Competencia
La elección de Mister México es un proceso largo, cada estado organiza un certamen local, que va desde eventos austeros y sencillos, como audiciones o cástines, hasta fastuosos espectáculos. Mister México tiene un sistema de competencia definido y establecido. Se realizan diversas fases las cuales son:
- Reto Talento, donde los concursantes demuestran su desempeño en alguna disciplina artística (canto, baile, actuación, etc).
- Reto Belleza de Playa, donde los concursantes desfilan en traje de baño.
- Reto Deporte, donde los candidatos son sometidos a pruebas de resistencia física y competencia deportiva.
- Reto Top Model, donde los candidatos demuestran su capacidad como súper modelo.
- Reto Multimedia, donde son publicadas las fotografías oficiales de los candidatos y el que tenga mayor número de likes en redes sociales, sumado a la interacción de cada uno con el público en diversas plataformas da al ganador.
- Reto Hombres de Acción, donde los concursantes demuestran que utilizan su título estatal en pro de causas nobles y altruistas en sus lugares de origen.

## Titulares del Certamen

### Míster World México
| Año  | Ganador                       | Estado           | Sede del Evento                                                 | Fecha                 |
| 2016 | Aldo Esparza Ramírez          | Jalisco          | DoubleTree by Hilton, Santa Fe, Ciudad de México                | 11 de junio de 2016   |
| 2017 | Brian Arturo Faugier González | Nuevo León       | Palacio de la Cultura y la Comunicación, Guadalajara, Jalisco   | 14 de octubre de 2017 |
| 2024 | Alan Salazar Casillas         | Ciudad de México | Teatro Francisco Javier Clavijero, Puerto de Veracruz, Veracruz | 16 de marzo de 2024   |

#### Clasificaciones Estatales
| No. | Estado           | Títulos | Años |
| 1   | Jalisco          | 1       | 2016 |
| 1   | Nuevo Leon       | 1       | 2017 |
| 1   | Ciudad de México | 1       | 2024 |

### Míster Supranacional México
| Año  | Ganador                         | Estado     | Sede del Evento                                                 | Fecha                 |
| 2016 | Diego Armando García Merino     | Jalisco    | Designación                                                     | Designación           |
| 2017 | Héctor Javier Parga Frías       | Chihuahua  | Palacio de la Cultura y la Comunicación, Guadalajara, Jalisco   | 14 de octubre de 2017 |
| 2018 | Alejandro García Torres         | Tamaulipas | Designación                                                     | Designación           |
| 2022 | Jonathan Moisés Sierra Peñaloza | Tamaulipas | Teatro Galerías, Guadalajara, Jalisco                           | 12 de junio de 2022   |
| 2023 | Luis Carlos García Cuadra       | Jalisco    | Teatro Francisco Javier Clavijero, Puerto de Veracruz, Veracruz | 6 de mayo de 2023     |
| 2024 | Jairo Zait Villa Reza           | Coahuila   | Teatro Francisco Javier Clavijero, Puerto de Veracruz, Veracruz | 16 de marzo de 2024   |
| 2025 | César Mauricio Calvo Barrera    | Tabasco    | Teatro Francisco Javier Clavijero, Puerto de Veracruz, Veracruz | 6 de febrero de 2025  |

#### Clasificaciones Estatales
| No. | Estado     | Títulos | Años       |
| 1   | Jalisco    | 2       | 2016, 2023 |
| 1   | Tamaulipas | 2       | 2018, 2022 |
| 2   | Chihuahua  | 1       | 2017       |
| 2   | Coahuila   | 1       | 2024       |
| 2   | Tabasco    | 1       | 2025       |

### Míster Model International México
| Año  | Ganador                          | Estado       | Sede del Evento | Fecha       |
| 2024 | Jaime Rafael Hernández Fernández | Michoacán    | Designación     | Designación |
| 2025 | Felipe López Olivares            | Quintana Roo | Designación     | Designación |

#### Clasificaciones Estatales
| No. | Estado       | Títulos | Años |
| 1   | Michoacán    | 1       | 2024 |
| 1   | Quintana Roo | 1       | 2025 |

## Representación Internacional
Ellos fueron los representantes enviados por la Organización Miss México para representar al país en concursos internacionales alrededor del mundo. Están enlistados en el año en el cual participaron en su respectivo concurso.
     : Ganador
     : Finalista
     : Semifinalista
     : Cuartofinalista

### Míster Mundo
| Año  | Míster Mundo México           | Estado           | Posición     | Premio/Título         | Fast Track |
| ---- | ----------------------------- | ---------------- | ------------ | --------------------- | --- |
| 2024 | Alan Salazar Casillas         | Ciudad de México | Top 20       |                       | Reto Top Model (Top 12) Reto Multimedia (Top 17) Belleza con Propósito (Top 30) Reto Talento (Top 36)                         |
| 2019 | Brian Arturo Faugier González | Nuevo León       | 2° Finalista | Míster Mundo Américas | Míster Top Model (Ganador) Míster Fotogénico (Ganador) Reto Multimedia (2° lugar) Reto Talento (Top 20) Reto Extremo (Top 20) |
| 2016 | Aldo Esparza Ramírez          | Jalisco          | 2° Finalista |                       | Deportes Extremos (3° Lugar) Premio Mobstar (Top 10)                                                                          |

### Míster Supranacional
| Año  | Míster Supranational México     | Estado     | Posición                  | Premio/Título                                                                                   |
| ---- | ------------------------------- | ---------- | ------------------------- | ----------------------------------------------------------------------------------------------- |
| 2025 | César Mauricio Calvo Barrera    | Tabasco    | 2° Finalista              | Míster Top Model (Top 3) Mister Supra Chat (Top 6)                                              |
| 2024 | Jairo Zait Villa Reza           | Coahuila   | Top 10                    | Míster Supra Talent (Top 4) Míster Supra Chat (Top 7) Míster Supra Fan Vote (Top 10)            |
| 2023 | Luis Carlos García Cuadra       | Jalisco    | Top 10                    | Míster Supranational America (Ganador) Míster Supra Influencer (Top 3) Míster Top Model (Top10) |
| 2022 | Jonathan Moises Sierra Peñaloza | Tamaulipas | 3° Finalista              | Míster Personalidad (Ganador) Míster Top Model (Ganador)                                        |
| 2018 | Alejandro García Torres         | Tamaulipas | Top 20                    | Mister Talento (Top 5)                                                                          |
| 2017 | Héctor Javier Parga Frías       | Chihuahua  | 4° Finalista              | Carrera Extrema (4° Finalista)                                                                  |
| 2016 | Diego Armando García Merino     | Jalisco    | Mister Supranacional 2016 | Míster Supranacional America (Ganador) Míster Elegancia (Ganador)                               |

### Míster Model International
| Año  | Míster Model Internacional México | Estado       | Posición | Premio/Título                            |
| ---- | --------------------------------- | ------------ | -------- | ---------------------------------------- |
| 2025 | Felipe López Olivares             | Quintana Roo | Top 17   | Reto Deportes (Ganador)                  |
| 2024 | Jaime Rafael Hernández Fernández  | Michoacán    | Top 6    | Best in Social Media Pre-arrival (Top 3) |